# Аксьоново (Раменски район)
Аксьо́ново (на руски: Аксёново) е село в Раменски район, Московска област, Русия. Населението му през 2010 година е 543 души.

## География
Аксьоново е разположено в северната част на Раменски район. Намира се на 10 километра северозападно от Раменское. Надморската му височина е 140 метра.

### Климат
Климатът в Аксьоново е умереноконтинентален (Dfb по Кьопен) с горещо и сравнително влажно лято и дълга студена зима.

## Население
| 1926 | 2002 | 2010 |
| ---- | ---- | ---- |
| 603  | 382  | 543  |